# 94. додела Оскара
94. додела Оскара, коју је уручио AMPAS, одликовала је најбоље филмове објављене између 1. марта и 31. децембра 2021. у Долби театру у Лос Анђелесу 27. марта 2022. године. Водитељке су биле Реџина Хол, Ејми Шумер и Ванда Сајкс. Прва је церемонија од 83. доделе Оскара из 2011. која је имала више водитеља.
CODA је освојио три награде на церемонији, укључујући Оскара за најбољи филм, и постао први филм који је дистрибуирала услуга стриминга који је добио ту награду. Дина је освојила водећих шест награда, док је Очи Тами Феј освојио две награде. По једну награду су освојили филмови: Моћ пса, Краљ Ричард: Предност у игри, Прича са западне стране, Повези ме, Енканто: Магични свет, Белфаст, Није време за умирање, Злица, The Long Goodbye, Краљица кошарке, Лето соула и Брисач ветробранског стакла.
Контроверза је настала када је глумац Вил Смит изашао на сцену и ошамарио комичара Криса Рока током церемоније, након што се Рок нашалио на рачун Смитове супруге, Џејде Пинкет Смит. Инцидент је добио велику покривеност у вестима и у великој мери је засенио остатак церемоније.

## Добитници и номиновани
Добитници су наведени први, истакнути подебљаним словима и означени двоструким бодежом (‡).
| Најбољи филм - — Филип Рузелет, Фабрис Ђанферми и Патрик Вахсбергер‡ - Белфаст — Лора Бервик, Кенет Брана, Бека Ковачик и Тамар Томас - Не гледај горе — Адам Макај и Кевин Месик - Повези ме — Терухиса Јамамото - Дина — Мери Парент, Дени Вилнев и Кејл Бојтер - Краљ Ричард: Предност у игри — Тим Вајт, Тревор Вајт и Вил Смит - Пица од сладића — Сара Марфи, Адам Сомнер и Пол Томас Андерсон - Алеја ноћних мора — Гиљермо дел Торо, Џ. Мајлс Дејл и Бредли Купер - Моћ пса — Џејн Кемпион, Танја Сегачијан, Емил Шерман, Ијан Канинг и Роџер Фрапијер - Прича са западне стране — Стивен Спилберг и Кристи Макоско Кригер | Најбољи редитељ - Џејн Кемпион — Моћ пса‡ - Кенет Брана — Белфаст - Рјусуке Хамагучи — Повези ме - Пол Томас Андерсон — Пица од сладића - Стивен Спилберг — Прича са западне стране |
| Најбољи глумац у главној улози - Вил Смит — Краљ Ричард: Предност у игри као Ричард Вилијамс‡ - Хавијер Бардем — Бити Рикардос као Деси Арназ - Бенедикт Камбербач — Моћ пса као Фил Бербанк - Ендру Гарфилд — Тик, тик... Бум! као Џонатан Ларсон - Дензел Вошингтон — Магбет као лорд Магбет | Најбоља глумица у главној улози - Џесика Частејн — Очи Тами Феј као Тами Феј бакер‡ - Оливија Колман — Мрачна кћи као Леда Карузо - Пенелопе Круз — Паралелне мајке као Јанис Мартинез Морено - Никол Кидман — Бити Рикардос као Лусил Бол - Кристен Стјуарт — Спенсер као Дајана, принцеза од Велса |
| Најбољи глумац у споредној улози - Трој Коцур — као Френк Роси‡ - Киран Хајндс — Белфаст као Поп - Џеси Племонс — Моћ пса као Џорџ Бербанк - Џеј Кеј Симонс — Бити Рикардос као Вилијам Фроли - Коди Смит-Макфи — Моћ пса као Питер Гордон | Најбоља глумица у споредној улози - Аријана Дебоз — Прича са западне стране као Анита‡ - Џеси Бакли — Мрачна кћи као млада Леда Карузо - Џуди Денч — Белфаст као бака - Кирстен Данст — Моћ пса као Роуз Гордон - Аунџану Елис — Краљ Ричард: Предност у игри као Орасен „Бренди” Прајс |
| Најбољи оригинални сценарио - Белфаст — Кенет Брана‡ - Не гледај горе — сценарио: Адам Макај; прича: Адам Макај и Дејвид Сирота - Краљ Ричард: Предност у игри — Зак Бејлин - Пица од сладића — Пол Томас Андерсон - Најгора особа на свету — Ескил Воукт и Јоаким Трир | Најбољи адаптирани сценарио - — Шан Хедер;‡ темељи се на оригиналном сценарију филма Глас дружине Белије који су написали Викторија Бедос, Томас Бидген, Станислас Каре де Малбер и Ерик Лартиго - Повези ме — Рјусуке Хамагучи и Такамаса Ое; темељи се на краткој причи Харукија Муракамија - Дина — Џон Спејтс, Дени Вилнев и Ерик Рот; темељи се на роману Френка Херберта - Мрачна кћи — Меги Џиленхол; темељи се на роману Елене Феранте - Моћ пса — Џејн Кемпион; темељи се на роману Томаса Севиџа |
| Најбољи анимирани филм - Енканто: Магични свет — Џаред Буш, Бајрон Хауард, Ивет Мерино и Кларк Спенсер‡ - Бегунац — Јонас Поер Расмусен, Моника Хелстром, Сиње Берге Серенсен и Шарлот де ла Гурније - Лука — Енрико Казароза и Андреа Ворен - Мичелови против машина — Мајк Ријанда, Фил Лорд, Кристофер Милер и Курт Албрехт - Раја и последњи змај — Дон Хол, Карлос Лопез Естрада, Оснат Шурер и Питер дел Веко | Најбољи међународни филм - Повези ме (Јапан) на јапанском — режирао Рјусуке Хамагучи‡ - Бегунац (Данска) на данском — режирао Јонас Поер Расмусен - Рука Божија (Италија) на италијанском— режирао Паоло Сорентино - Лунана: Јак у учионици (Бутан) на џонки — режирао Паво Чојнинг Дорџи - Најгора особа на свету (Норвешка) на норвешком — режирао Јоаким Трир |
| Најбољи документарни филм - Лето соула — Амир „Questlove” Томпсон, Џозеф Пател, Роберт Фиволент и Дејвид Динерштајн‡ - Вазнесење — Џесика Кингдон, Кира Сајмон-Кенеди и Нејтан Трусдел - Арика — Стенли Нелсон и Траки А. Кари - Бегунац — Јонас Поер Расмусен, Моника Хелстром, Сиње Берге Серенсен и Шарлот де ла Гурније - Писање ватром — Ринту Томас и Сушмит Гош | Најбољи краткометражни документарни филм - Краљица кошарке — Бен Праудфут‡ - Звучно — Мет Огенс и Џеф Маклин - Води ме кући — Педро Кос и Џон Шенк - Три песме за Беназир — Елизабет Миразеи и Гулистан Миразеи - Кад смо били насилници — Џеј Розенблат |
| Најбољи краткометражни играни филм - — Анил Карија и Риз Ахмед‡ - Ала Качу — Узми и бежи — Марија Брендле и Надин Лихингер - Хаљина — Тадеуш Лисијак и Маћеј Слесицки - На памети — Мартин Стрејнџ-Хансен и Ким Магнусон - Молим, сачекајте — К. Д. Давила и Левин Менексе | Најбољи краткометражни анимирани филм - Брисач ветробранског стакла — Алберто Миелго и Лео Санчез‡ - Послови уметности — Џоана Квин и Лес Милс - Бестија — Хуго Коварубијас и Тево Дијаз - Боксбалет —Антон Дјако - Робин Робин — Ден Оџари и Мики Плиз |
| Најбоља оригинална музика - Дина — Ханс Цимер‡ - Не гледај горе — Николас Брител - Енканто: Магични свет — Жермен Франко - Паралелне мајке — Алберто Иглесијас - Моћ пса — Џони Гринвуд | Најбоља оригинална песма - „” за филм Није време за умирање — музика и текст: Били Ајлиш и Финијас О’Конел‡ - „” за филм Краљ Ричард: Предност у игри — музика и текст: и Бијонсе Ноулс-Картер - „” за филм Енканто: Магични свет — музика и текст: Лин-Мануел Миранда - „” за филм Белфаст — музика и текст: Ван Морисон - „” за филм Четири добра дана — музика и текст: Дајана Ворен |
| Најбоље миксовање звука - Дина — Мак Рут, Марк Манђини, Тео Грин, Даг Хемфил и Рон Бартлет‡ - Белфаст — Дениз Јард, Сајмон Чејс, Џејмс Матер и Нив Адири - Није време за умирање — Сајмон Хелз, Оливер Тарни, Џејмс Харисон, Пол Меси и Марк Тејлор - Моћ пса — Ричард Флин, Роберт Макензи и Тара Веб - Прича са западне стране — Тод А. Мејтланд, Гари Рајдстром, Брајан Чамни, Енди Нелсон и Шон Марфи | Најбоља сценографија - Дина — сценографија: Патрис Вермет; декорације на сету: Чужи Сипос‡ - Алеја ноћних мора — сценографија: Тамара Деверел; декорације на сету: Шејн Вју - Моћ пса — сценографија: Грант Мејџор; декорације на сету: Амбер Ричардс - Магбет — сценографија: Стефан Дешан; декорације на сету: Ненси Хејг - Прича са западне стране — сценографија: Адам Стокхаузен; декорације на сету: Рена Деанџело                                                                                   |
| Најбоља фотографија - Дина — Грег Фрејжер‡ - Алеја ноћних мора — Дан Лаустсен - Моћ пса — Ари Вегнер - Магбет — Бруно Делбонел - Прича са западне стране — Јануш Камински | Најбоља шминка и фризура - Очи Тами Феј — Линда Даудс, Стефани Инграм и Џастин Рали‡ - Принц открива Америку 2 — Мајк Марино, Стејси Морис и Карл Фармер - Злица — Надија Стејси, Наоми Дон и Џулија Вернон - Дина — Доналд Моват, Лав Ларсон и Ева фон Бар - Гучијеви — Горан Лудстром, Ана Карин Лок и Фредерик Аспирас |
| Најбоља костимографија - Злица — Џени Биван‡ - Сирано — Масимо Кантини Парини и Жаклин Диран - Дина — Жаклин Вест и Боб Морган - Алеја ноћних мора — Луис Секеира - Прича са западне стране — Пол Тејзуел | Најбоља монтажа - Дина — Џо Вокер‡ - Не гледај горе — Хенк Корвин - Краљ Ричард: Предност у игри — Памела Мартин - Моћ пса — Питер Сиберас - Тик, тик... Бум! — Мајрон Керштајн и Ендру Вајсблум |
| Најбољи визуелни ефекти - Дина — Пол Ламберт, Тристан Мајлс, Брајан Конор и Герд Нефцер‡ - Главни херој — Свен Филберг, Брајан Грил, Никос Калаицидис и Ден Садик - Није време за умирање — Чарл Нобл, Џоел Грин, Џонатан Фокнер и Крис Корболд - Шенг-Чи и легенда о десет прстенова — Кристофер Таунсенд, Џо Фарел, Шон Ноел Вокер и Ден Оливер - Спајдермен: Пут без повратка — Кели Порт, Крис Вагнер, Скот Еделстин и Ден Садик | |